# Anonymous Content
Anonymous Content ist eine US-amerikanische Filmproduktionsgesellschaft für Werbespots, Filme und Musikvideos.

## Unternehmen
Im Jahr 2000 gründete Steve Golin als CEO in Culver City (Kalifornien) die Gesellschaft. In der Anfangszeit produzierte das Unternehmen Werbespots und Kampagnen u. a. für Nike, Intel, Citibank, United Airlines, Ford, Audi, Coca-Cola und Pepsi. Darüber hinaus produzierte Anonymous Content die erste Staffel The Hire mit fünf Kurzfilmen für den Autohersteller BMW, die über das Internet verbreitet wurden.
Neben den Werbefilmen wurden auch Musikvideos produziert, wobei David Fincher Regie führte. Im Gründungsjahr erhielt die Firma einen Billboard Music Video Award für den Besten Newcomerclip in der Kategorie Hard Rock, für das Video Judithder Band A Perfect Circle.
Darüber hinaus hat Fincher mit Anonymous Content, Musikvideos für The Wallflowers, Third Eye Blind, Smash Mouth, Filter, Cypress Hill und weitere Interpreten produziert.
Neben den Produktionen, verfügt Anonymous Content über ein Management für Drehbuchautoren, Regisseure und Schauspieler. Dazu zählen u. a. Wong Kar-Wai und Lars von Trier, Tony Goldwyn und Omar Epps. Weitere Filmprojekte wurden durch angestellte Regisseure verwirklicht, darunter zählen The Game (David Fincher) und Being John Malkovich (Spike Jonze) zu den Bekanntesten.

## Filmografie (Auswahl)
- 2000: The Upgrade
- 2001: The Hire (Kurzfilmreihe)
- 2002: Crime & Punishment
- 2004: The L Word – Wenn Frauen Frauen lieben (The L Word)
- 2004: Spy Girls – D.E.B.S. (D.E.B.S.)
- 2004: Vergiss mein nicht! (Eternal Sunshine of the Spotless Mind)
- 2004: 50 erste Dates (50 First Dates)
- 2006: Babel
- 2007: In the Land of Women
- 2007: Machtlos (Rendition)
- 2007: Cleaner
- 2007: Married Life
- 2009: Fall 39 (Case 39)
- 2009: 44 Inch Chest – Mehr Platz braucht Rache nicht (44 Inch Chest)
- 2010: Winter’s Bone
- seit 2014: True Detective (Krimiserie)
- 2015: Mr. Robot
- 2015: Spotlight
- 2015: The Revenant – Der Rückkehrer
- 2016: Tote Mädchen lügen nicht (13 Reasons Why, Fernsehserie)
- 2016: Triple 9
- 2016: Berlin Station (Fernsehserie)
- 2018: The Alienist – Die Einkreisung (The Alienist, Miniserie)
- 2018: Homecoming (Fernsehserie)
- 2019: Wild Bill (Fernsehserie)
- 2020: The Midnight Sky
- 2023: Das Erwachen der Jägerin (The Marsh King’s Daughter)
- 2023: Which Brings Me to You